# Juan Benlloch y Vivó
Juan Bautista Benlloch y Vivó (Valencia, 29 dicembre 1864 – Madrid, 14 febbraio 1926) è stato un cardinale e arcivescovo cattolico spagnolo.

## Biografia
Nato a Valencia il 29 dicembre 1864, è stato vescovo di Urgell (e quindi co-principe di Andorra) dal 6 dicembre 1906 al 1919, anno in cui divenne arcivescovo di Burgos, carica che tenne fino alla sua morte.
Papa Benedetto XV lo elevò al rango di cardinale nel concistoro del 7 marzo 1921.
Morì a Madrid il 14 febbraio 1926 all'età di 61 anni.
È autore del testo di El Gran Carlemany, l'inno nazionale di Andorra.

## Genealogia episcopale e successione apostolica
La genealogia episcopale è:
- Cardinale Scipione Rebiba
- Cardinale Giulio Antonio Santori
- Cardinale Girolamo Bernerio, O.P.
- Arcivescovo Galeazzo Sanvitale
- Cardinale Ludovico Ludovisi
- Cardinale Luigi Caetani
- Cardinale Ulderico Carpegna
- Cardinale Paluzzo Paluzzi Altieri degli Albertoni
- Papa Benedetto XIII
- Papa Benedetto XIV
- Cardinale Enrico Enriquez
- Arcivescovo Manuel Quintano Bonifaz
- Cardinale Buenaventura Córdoba Espinosa de la Cerda
- Cardinale Giuseppe Maria Doria Pamphilj
- Papa Pio VIII
- Papa Pio IX
- Cardinale Gustav Adolf von Hohenlohe-Schillingsfürst
- Cardinale Angelo Di Pietro
- Patriarca Jaime Cardona y Tur
- Cardinale Juan Benlloch y Vivó

La successione apostolica è:
- Vescovo Jaime Viladrich y Gaspar (1921)
- Vescovo Martín Rucker Sotomayor (1923)